# صرين (نبات)
الصَّرِين أو قَبُّوع الرّاهب أو رُسَّة أو أريزارون هو جنس نباتات من الفصيلة القلقاسية.